# Proclama all'Europa
Il Proclama all'Europa è una dichiarazione di politica estera inviata alle Potenze europee da parte della Francia nel 1848, durante l'esperienza del Governo provvisorio, prodromo all'istituzione della Seconda Repubblica francese.
Tale dichiarazione unilaterale venne predisposta dall'allora Ministro degli Esteri Alphonse de Lamartine, un centrista che tentava di moderare le pretese sociali dei radicali e la reazione dei conservatori. 

## Contenuti
Lamartine riteneva un passo fondamentale rassicurare le Potenze europee memori della prima esperienza repubblicana francese, che aveva generato Napoleone e i successivi 20 anni di guerre e turbolenze nel continente europeo. L'obiettivo del neo-Ministro degli Esteri è dunque di evitare il formarsi di una Coalizione antifrancese che possa soffocare sul nascere la nuova esperienza repubblicana.
La Seconda Repubblica francese criticava l'arrendevolezza del Governo francese e di Luigi Filippo nell'accettare le imposizioni del Congresso di Vienna per quanto concerneva il trattamento riservato alla Francia.
Il Proclama si articolava in tre punti fondamentali:
- Rassicurazione alle Potenze europee che la nuova repubblica francese non ha intenti espansionistici.
- Abrogazione unilaterale dei Trattati del 1814-15 (Primo Trattato di Parigi e Secondo Trattato di Parigi), pur dichiarando di rispettarne le clausole territoriali.
- Invito alla non interferenza nella vita politica nazionale.